# 真彩希帆
真彩 希帆（まあや きほ、7月7日 - ）は、日本の女優・歌手。元宝塚歌劇団雪組トップ娘役。
埼玉県蕨市、関東国際高等学校出身。身長164cm。血液型A型。愛称は「まあや」、「きぃちゃん」、「きーやん」、「なっちゃん」、「まあやきぃ」。

## 来歴
2010年、宝塚音楽学校入学。
2012年、宝塚歌劇団に98期生として入団。入団時の成績は11番。宙組公演「華やかなりし日々／クライマックス」で初舞台。
2013年、組まわりを経て花組に配属。
2014年11月17日付で星組へと組替え。
2016年の「鈴蘭」でバウホール公演初ヒロイン。続く「こうもり」で新人公演初ヒロイン。
2017年の「燃ゆる風」で2度目のバウホール公演ヒロイン。同公演千秋楽翌日となる1月24日付で雪組へと組替えし、7月24日付で雪組トップ娘役に就任。望海風斗の相手役として、「ひかりふる路／SUPER VOYAGER!」でトップコンビ大劇場お披露目。望海とは共に花組出身のトップコンビとなった。また初舞台を宙組で踏み、組まわりで月組に出演し、花組に配属後、星組、雪組と異動を経たことで、入団6年目にして5組全組への出演を果たした。
2018年の「ファントム」の再演では、オペラ座を目指す歌姫・クリスティーヌを演じる。花組時代にTAKARAZUKA SKY STAGEの番組内で、今作の名曲「Home」を望海とデュエットしたことがあり、奇しくもトップコンビとして再び歌声を披露することとなった。
2021年4月11日、「fff／シルクロード」東京公演千秋楽をもって、宝塚歌劇団を望海と同時退団。新型コロナウイルス感染拡大による公演休止に伴うスケジュールの変更により、当初の予定より半年遅れての退団となった。望海とのコンビは劇団随一の歌唱力を誇り、宝塚を代表するハーモニーと評された。
退団後は舞台を中心に活動を続けている。
2023年、自身の退団公演も手がけた宝塚歌劇団所属の演出家・生田大和と結婚したことを発表。
2025年5月5日、第1子妊娠を公表。

## 人物
5人姉妹の4人目。
小学2年の時、子供ミュージカルを観たことがきっかけで、市民ミュージカルの劇団に所属。
小学4年の時、雪組公演「スサノオ／タカラヅカ・グローリー!」で宝塚を初観劇し、衝撃を受ける。それ以降、宝塚の男役に憧れ、本物の男を目指すために、日々男として生きるための研究を重ねるようになる。
中学へ入学し、子供ミュージカルでは男役を演じていた。部活は美術部に所属。女子からは絶大な人気を誇り、学園祭で「学ランを着てほしい」とせがまれ、女子をはべらせて校内を闊歩していた。中学3年になり、宝塚受験のための教室に通い始める。
1度目の受験は男役志望で受験するが、身長があまりにも足りずに不合格を直感。その後、高校へ進学し、娘役になる決心をし、唐突にイメチェンを図る。髪を伸ばし、カチューシャをし、おしとやかで口数少なくし、中学時代を知らない同級生から「カチューシャちゃん」とあだ名をつけられる。今度は男子から熱烈アプローチを受けるようになるが、宝塚に入りたい一心で一切寄せ付けず、2度目の受験に娘役志望で挑む。
受験当日、控室の真ん中で受験曲を歌うと受かるというジンクスを聞いていたため、他の生徒の居る前で松島音頭を熱唱。歌の先生からのアドバイスで自作の紙芝居を持参し、本番では試験官の前で振り付きで歌った。
憧れの上級生は白城あやか。
芸名の由来は、お世話になった人から一字もらい、自分の真実を彩り、希望の帆を掲げて進むという意味を込めた。

## 宝塚歌劇団時代の主な舞台

### 初舞台
- 2012年4 - 5月、宙組『華やかなりし日々』『クライマックス』（宝塚大劇場のみ）

### 組まわり
- 2012年6 - 9月、月組『ロミオとジュリエット』 - カゲコーラス[6]
- 2012年11 - 2013年2月、星組『宝塚ジャポニズム〜序破急〜』 - カゲソロ『めぐり会いは再び 2nd〜Star Bride〜』『Étoile de TAKARAZUKA（エトワール ド タカラヅカ）』

### 花組時代
- 2013年6月、『フォーエバー・ガーシュイン』（バウホール） - マーガレット／Note
- 2013年8 - 11月、『愛と革命の詩（うた）-アンドレア・シェニエ-』 - 新人公演：ユディット（本役：朝月希和）『Mr. Swing!』[6]
- 2014年2 - 5月、『ラスト・タイクーン -ハリウッドの帝王、不滅の愛-』 - 新人公演：エドナ・スミス（本役：仙名彩世）『TAKARAZUKA ∞ 夢眩』
- 2014年6月、『ベルサイユのばら-フェルゼンとマリー・アントワネット編-』（中日劇場） - 小公女
- 2014年8 - 11月、『エリザベート-愛と死の輪舞（ロンド）-』 - 美容師、新人公演：マダム・ヴォルフ（本役：大河凜）[6][13]

### 星組時代
- 2015年2 - 5月、『黒豹（くろひょう）の如（ごと）く』 - セブンシーズ、新人公演：アルヴィラ（本役：妃海風）『Dear DIAMOND!!』[6]
- 2015年6 - 7月、『キャッチ・ミー・イフ・ユー・キャン』（赤坂ACTシアター・ドラマシティ） - シェリル・アン[6]
- 2015年8 - 11月、『ガイズ&ドールズ』 - 街の女、新人公演：アデレイド（本役：礼真琴）[6]
- 2016年1月、『鈴蘭（ル・ミュゲ）-思い出の淵から見えるものは-』（バウホール） - エマ バウ初ヒロイン[8]
- 2016年3 - 6月、『こうもり』 - イレーネ、新人公演：アデーレ（本役：妃海風）『THE ENTERTAINER!』 新人公演初ヒロイン[8]
- 2016年7月、『One Voice』（バウホール）
- 2016年8 - 11月、『桜華に舞え』 - 愛奈姫、新人公演：竹下ヒサ（本役：綺咲愛里）『ロマンス!! (Romance)』
- 2017年1月、『燃ゆる風-軍師・竹中半兵衛-』（バウホール） - いね バウヒロイン[9]

### 雪組時代
- 2017年4 - 7月、『幕末太陽傳（ばくまつたいようでん）』 - 女中おひさ、新人公演：芸者豆奴（本役：笙乃茅桜）／女郎おさだ（本役：妃華ゆきの）『Dramatic “S”!』 初エトワール

### 雪組トップ娘役時代
- 2017年8 - 9月、『琥珀色の雨にぬれて』 - シャロン・カザティ『“D”ramatic S!』（全国ツアー） トップお披露目公演[11][3][14]
- 2017年11 - 2018年2月、『ひかりふる路（みち）〜革命家、マクシミリアン・ロベスピエール〜』 - マリー=アンヌ、新人公演：鳥売り（本役：華蓮エミリ）『SUPER VOYAGER!』 大劇場トップお披露目公演[12]
- 2018年3 - 4月、『誠の群像』 - お小夜『SUPER VOYAGER!』（全国ツアー）
- 2018年6 - 9月、『凱旋門』 - ジョアン・マヅー『Gato Bonito!!』
- 2018年11 - 2019年2月、『ファントム』 - クリスティーヌ・ダーエ[8][13][15]
- 2019年3 - 4月、『20世紀号に乗って』（東急シアターオーブ） - リリー・ガーランド
- 2019年5 - 9月、『壬生義士伝』 - しづ／みよ『Music Revolution!』[3][16]
- 2019年10 - 11月、『はばたけ黄金の翼よ』 - クラリーチェ・デル・カンポ『Music Revolution!』（全国ツアー）
- 2020年1 - 3月、『ONCE UPON A TIME IN AMERICA（ワンス アポン ア タイム イン アメリカ）』 - デボラ[16]
- 2020年9月、『NOW! ZOOM ME!!』[注釈 1]
- 2021年1 - 4月、『fff-フォルティッシッシモ-』 - 謎の女『シルクロード〜盗賊と宝石〜』 退団公演[17][18]

### 出演イベント
- 2013年11月、明日海りおディナーショー『ASUMIC ADVANCE』[6]
- 2014年7月、『宝塚巴里祭2014』[23]
- 2014年12月、タカラヅカスペシャル2014『Thank you for 100 years』[注釈 2]
- 2015年12月、タカラヅカスペシャル2015『New Century，Next Dream』[注釈 2]
- 2016年12月、タカラヅカスペシャル2016『Music Succession to Next』
- 2017年10月、第54回『宝塚舞踊会』[24]
- 2017年12月、タカラヅカスペシャル2017『ジュテーム・レビュー-モン・パリ誕生90周年-』
- 2018年5月、『凱旋門』前夜祭[25]
- 2018年12月、タカラヅカスペシャル2018『Say! Hey! Show Up!!』
- 2019年12月、タカラヅカスペシャル2019『Beautiful Harmony』

## 宝塚歌劇団退団後の主な活動

### 舞台
- 2021年10 - 11月、『ドン・ジュアン』（梅田芸術劇場・TBS赤坂ACTシアター） - マリア[26]
- 2022年2 - 3月、『笑う男 The Eternal Love-永遠の愛-』（帝国劇場・梅田芸術劇場・博多座） - デア[注釈 3][27]
- 2022年8 - 9月、『流星の音色』（新橋演舞場・御園座・南座・広島文化学園HBGホール） - シルウァ[28]
- 2022年11 - 2023年1月、『天使にラブ・ソングを〜シスター・アクト〜』（東急シアターオーブ・全国） - シスター・メアリー・ロバート[29]
- 2023年3 - 4月、『ジキル&ハイド』（東京国際フォーラム・愛知県芸術劇場・やまぎん県民ホール・梅田芸術劇場） - ルーシー・ハリス[注釈 4][30]
- 2023年7 - 9月、『ファントム』（梅田芸術劇場・東京国際フォーラム） - クリスティーヌ・ダーエ[31]
- 2023年10月、『Greatest Dream』（東京建物 Brillia HALL）[32][33]
- 2023年11 - 2024年2月、『LUPIN〜カリオストロ伯爵夫人の秘密〜』（帝国劇場・御園座・梅田芸術劇場・博多座・ホクト文化ホール） - クラリス・デティーグ[34]
- 2024年8 - 11月、『モーツァルト!』（帝国劇場・梅田芸術劇場・博多座） - コンスタンツェ[35]
- 2025年1 - 2月、『ラブ・ネバー・ダイ』（日生劇場） - クリスティーヌ[36]
- 2026年3 - 4月、『ジキル&ハイド』（東京国際フォーラム・大阪・福岡・愛知・山形） - ルーシー・ハリス[注釈 5][37]

### コンサート
- 2025年7月、『モーリー・イェストン生誕80周年記念コンサート Life's A Joy! Life Goes On!! with 20years of Gratitude from Umeda Arts Theater』（東京国際フォーラム・梅田芸術劇場）[38]

## 出演

### テレビ
- 2019年7月、フジテレビ『2019 FNSうたの夏まつり』

### ラジオドラマ
- 青春アドベンチャー（NHK-FM）
  - 「山のスケッチブック」（2025年6月30日 - 2025年7月4日）
    - 第1回『やまびこがかり』（2025年6月30日）[39] - 主演・チアキ 役
    - 第2回『背負子の中』（2025年7月1日）[40] - ユリ 役
    - 第3回『父のレコード』（2025年7月2日）[41] - 主演・ユナ 役
    - 第4回『今夜が山田』（2025年7月3日）[42] - シオリ 役
    - 第5回『富士山の見える場所』（2025年7月4日）[43] - 主演・ミサキ 役

## 受賞歴
- 2016年、『阪急すみれ会パンジー賞』 - 新人賞[10]
- 2019年、『阪急すみれ会パンジー賞』 - 娘役賞[44]
- 2020年、『宝塚歌劇団年度賞』 - 2019年度優秀賞[45]